# Матусоу, Харви
Харви Маршалл «Иов» Матусоу (англ. Harvey Job (Marshall) Matusow; 3 октября 1926 года — 17 января 2002 года) американский художник, актёр, продюсер. Коммунист, ставший платным информатором Федерального бюро расследований, а впоследствии платным свидетелем различных органов по борьбе с подрывной деятельностью, включая Комиссию по расследованию антиамериканской деятельности Палаты представителей Конгресса США. В итоге отрекся от основной массы своих показаний и сам был осужден за дачу ложных показаний к тюремному заключению. Его деятельность в период маккартизма омрачила его более позднюю профессиональную деятельность.

## Начальный этап карьеры
Матусоу родился в 1926 году в г. Нью-Йорке, в семье иммигрантов из России. Во время Второй мировой войны в качестве рядового участвовал в боевых действиях в Европе. Вернувшись из армии, он работал в различных творческих сферах, включая журналистику, сценическое искусства и радиовещание. Матусоу вступил в организацию «Американская молодежь за демократию» (англ. American Youth for Democracy; позднее — Молодёжная коммунистическая лига США), а в 1947 — в Коммунистическую партию США, став её активистом.

## ФБР
В 1950 году Матусоу, молодой член партии, работавший продавцом в книжном магазине Коммунистической партии на Манхэттене, явился в офис ФБР и предложил свои услуги в качестве платного информатора.
Во время летней автомобильной поездки 1950 года к западному побережью он некоторое время прожил на ранчо Сан-Кристобаль-Вэлли. Это был курорт близ Таоса, штат Нью-Мексико, которым руководила музыкант Дженни Винсент и её муж, вокруг которых собирались представители левых радикалов. Матусоу представил подробные отчеты в офис ФБР в Альбукерке, где ему платили 75 долларов в месяц; он перечислил номерные знаки автомобилей на стоянке курорта и отметил приходы и уходы людей, которых он знал как членов партии или, которые, по его утверждению, были коммунистами. Среди известных посетителей ранчо были писательница Джессика Митфорд и гражданская активистка Вирджиния Дёрр, но их в своих отчетах Матусоу не упомянул. В декабре 1950 Матусоу года был внезапно вызван в Нью-Йорк и исключен из партии. Вскоре после этого ФБР, решив, что он больше не нужен, исключило его из списков платных информаторов.

## Комиссия по расследованию антиамериканской деятельности (HUAC)
Матусоу, освобожденный от надзора ФБР, по собственной инициативе обратился в Комиссию по расследованию антиамериканской деятельности и предложил дать показания на предстоящих судебных процессах и слушаниях в качестве платного эксперта, предоставив информацию о своих бывших товарищах по партии и о своих знакомых, которые, по его утверждениям, были связаны с коммунистами.
В этот же период Матусоу стал редактором антикоммунистического бюллетеня «Контратака» (англ. Counterattack) и работал помощником в избирательной кампании Джозефа Маккарти.
Матусоу предоставил информацию об исполнителях фолка, связанных с организацией People’s Songs, где он недолгое время работал, включая её основателя Пита Сигера. Информатор утверждал, что знал, что в подготовке воскресного выпуска The New York Times участвовали 126 коммунистов, хотя общее число сотрудников на тот момент не превышало 100 человек. Матусоу также утверждал, что Клинтон Дженкс, сотрудник профсоюза рабочих шахт и металлургических заводов был членом компартии; эти показания привели к осуждению Дженкса за лжесвидетельство (он подписал в качестве профсоюзного должностного лица документ, в котором в соответствии с Законом Тафта-Хартли заявил, что не является коммунистом).
Группа Сигера, The Weavers, была включена в чёрный список и фактически лишилась возможности зарабатывать. Позже Сигер был приговорен к одному году тюремного заключения за неуважение к Конгрессу после того, как он был вызван повесткой в HUAC и отказался давать показания, сославшись гарантированную Первой поправкой свободу слова (приговор был отменен по техническим причинам). В конце концов Сигер простил Матусоу за его юношеские ошибки.
3 октября 1952 года Харви Матусоу познакомился с коллегой-информатором ФБР Элизабет Бентли в офисе её издателя. У них начались близкие отношения. Позже он утверждал, что она занималась «самолечением» от депрессии и тревоги: «Она использовала алкоголизм, чтобы облегчить свою боль, а у неё было много боли». По вечерам он отводил её домой и укладывал в кровать. Каждые пару недель они занимались любовью, но обычно она была слишком пьяна. Матусоу утверждал, что она была расстроена из-за её «фривольного» отношения к ней в прессе. «Она не понимала враждебности … Она так и не дошлв до момента, когда могла бы с этим справляться». Бентли жаловалась на то, как с ней обращались в ФБР: «Она чувствовала, что её использовали и злоупотребили ей».
Показания Матусоу, данные Комиссии, наряду с показаниями других информаторов ФБР или перевербованных советских агентов — Герберта Филбрика (Herbert Philbrik), Элизабет Бентли, Уиттакера Чемберса, Луиса Буденца (Louis Budenz), Пола Крауча (Paul Crouch) — сыграли важную роль в серии политических процессов против Коммунистической партии США и лиц, обвиненных в «симпатиях к коммунизму» в период маккартизма.

## «Лжесвидетель»
В 1955 году по предложению и при поддержке Альберта Ю. Кана он написал книгу признаний «Лжесвидетель» (англ. False Witness), в которой рассказал, что был информатором ФБР, и ему платили за то, что он лгал о членах Коммунистической партии. В книге он также утверждал, что Маккарти и Рой Кон поощряли его ложь. После выхода книги Матусоу был признан виновным в лжесвидетельстве, почти на три года заключен в тюрьму и, в конечном счете, внесен в чёрный список.

## Добровольная ссылка
После выхода из тюрьмы Матусоу стремился погрузиться в арт-проекты и оставить прошлое позади. Однако, от него многие, независимо от политических взглядов, не хотели с ним иметь ничего общего, и его профессиональная карьера зашла в тупик. Переломный момент наступил, когда, кропотливо собрав записи о более чем 200 000 произведениях искусства, созданных в рамках Федерального художественного проекта, он узнал от благотворительного фонда, что эти материалы будут опубликованы только в случае его отстранения от этого проекта. Матусоу бурно отреагировал на это, выбросив весь исследовательский материал в реку Гудзон. Вскоре после этого он переехал в Великобританию, где он жил с 1966 по 1973 год, сначала в Лондоне, а затем в небольшом эссекском городке Ингатестоне.
Во время своего пребывания в Англии он был связан с лондонским кооперативом кинопроизводителей (англ. London Film Makers Cooperative) и сотрудничал с композитором Энн Локвуд. В 1972 году Матусоу организовал фестиваль современной музыки под названием «Международный карнавал экспериментального звука» (англ. International Carnival of Experimental Sound).
Матусоу также выступал в качестве продюсера группы экспериментальной музыки Naked Software, пытался торговать игрушкой под названием «Stringless Yo-yo», записывал музыку в составе Harvey Matusow’s Jews Harp Band и периодически выступал на радио BBC.
Матусоу передал свои документы Университету Сассекса. С тех пор пожертвование было организовано как два архива, один из которых посвящен делам Матусоу в период маккартизма, а другой — его разнообразной деятельности в сфере искусство.

## Международное общество за запрет машин обработки данных
Матусоу основал Международное общество за запрет машин обработки данных (англ. International Society for the Abolition of Data Processing Machines), которое в 1969 году насчитывало 1500 членов. Он заявил: «У компьютера есть здоровая и консервативная функция в математике и других науках … но когда [его] использование связано с бизнесом или государством, и индивид подвергается угнетению, мы выступаем против».

## «Волшебная мышь»
В 1974 году Матусоу вернулся в Соединенные Штаты в период расцвета контркультуры и по совету адвоката Пола Маршалла присоединился к большой коммуне «Ренессанс» (англ. Renaissance Community) в Тернерс-Фолс, штат Массачусетс. Там он сочетался браком с бывшей женой духовного советника коммуны Элвуда Баббитта. Считается, что Матусоу был женат десятки раз, в том числе дважды состоял в браке с наследницей Маккарти Арвиллой Бентли. В конце концов он поселился в Тусоне, штат Аризона, где, работая с театром Magic Mouse, он разработал персонажа-клоуна по имени Кокибу (англ. Cockyboo) для сцены и телевидения. Матусоу создал радиоперсонаж Magic Mouse, который стал основой для передвижного театра, а в 1979 году на его основе была создана телепрограмма Magic Mouse Magazine. Также в сотрудничестве с Хильдой Терри вышла книга The Babysitter’s Magic Mouse Storybook.

## Религия
Матусоу присоединился к Церкви Иисуса Христа Святых последних дней и переехал в Гленвуд, штат Юта, чтобы где запустил первую в штате телевизионную программу бесплатного кабельного телевидения. Какое-то время, в 1980-х годах, после своего обращения он был известен как Иов Матусоу. Позднее жил со своей женой Эмили в Уорике, штат Массачусетс. Иов и Эмили стали причиной скандала, разрешив мормонам поселиться на своей земле. В это время он занялся производством колокольчиков из расплавленных корпусов боеприпасов и снарядов бомб, а также благотворительным сбором одежды для резервации сиу Роузбад в Южной Дакоте.

## Последние годы
В 2001 году Матусоу переехал в Клермонт, штат Нью-Гэмпшир, где был менеджером городской телестудии. Он скончался после осложнений от травм, полученных в результате автомобильной аварии.

## В массовой культуре
The Trials of Harvey Matusow — моноспектакль Роберта Коэна, премьера которого состоялась в 2010 году на Брайтонском фестивале. Пьеса основана на исследовании материалов архива Матусоу, и изображает героя во время его семилетней добровольной ссылки в Англии.